# 건축무한육면각체
〈건축무한육면각체(建築無限六面角體)〉(부제: 프랑스어: AU MAGASIN DE NOUVEAUTES)는 이상이 1932년 발표한 시로, 이상이라는 필명이 처음 등장한 시이다.

## 작가 이상
1932년 시 〈건축무한육면각체〉를 발표하면서 ‘이상(李箱)’이라는 필명을 처음으로 사용했다고 알려져 있다.

## 전문(원문)
위키문헌에 이 글과
관련된 원문이 있습니다.
《건축무한육면각체(建築無限六面角體)》 - 원문과 현대어로 고친 글

建築無限六面角體

四角形의內部의四角形의內部의四角形의內部의四角形의內部의四角形.

四角이난圓運動의四角이난圓運動의四角의난圓.

비누가通過하는血管의비눗내를透視하는사람.

地球를模型으로만들어진地球儀를模型으로만들어진地球.

去勢된洋襪.(그女人의이름은워어즈였다)

貧血면포,당신의얼굴빛깔도참새다리같습네다.

平行四邊形對角線方向을推進하는莫大한重量.

마르세이유의봄을解纜한코티의香水의마지한東洋의가을

快晴의空中에鵬遊하는Z伯號. 蛔蟲良藥이라고씌어져있다.

屋上庭園. 원후를흉내내이고있는마드무아젤.

彎曲된直線을直線으로疾走하는落體公式.

時計文字盤에XII에내리워진二個의侵水된黃昏.

도아-의內部의도아-의內部의鳥籠의內部의카나리야의內部의감殺門戶의內部의인사.

食堂의門깐에方今到達한雌雄과같은朋友가헤어진다.

파랑잉크가옆질러진角雪糖이三輪車에積荷된다.

名銜을짓밟는軍用長靴. 街衢를疾驅하는造花金蓮.

위에서내려오고밑에서올라가고위에서내려오고밑에서올라간사람은밑에서올라가지아니한위에서내려오지아니한밑에서올라가지아니한위에서내려오지아니한사람.

저여자의下半은저남자의上半에恰似하다.(나는哀憐한邂逅에哀憐하는나)

四角이난케-스가걷기始作이다.(소름끼치는일이다)

라지에-타의近傍에서昇天하는굳빠이.

바깥은雨中. 發光魚類의群集移動.

## 같이 보기
- 이상
- 《건축무한육면각체의 비밀》 - 시를 바탕으로 한 영화.